# Pastoralis preeminentie
Pour un article plus général, voir Procès de l'ordre du Temple.

Armoiries de Clément V.

La bulle papale Pastoralis preeminentie, publiée par le pape Clément V le 22 novembre 1307, ordonnait à tous les rois chrétiens d'arrêter tous les membres de l'ordre du Temple, et de mettre sous séquestre toutes leurs terres et leurs biens, au nom de la papauté, à l'exception des possessions de l'ordre dans la péninsule Ibérique.

## Importance de cette bulle
Publiée pendant le procès des Templiers par le roi de France Philippe IV le Bel, cette bulle a eu un impact considérable sur le sort des Templiers et, plus important encore, sur la position du Saint-Siège à propos de cette affaire.
Clément V entendait de cette manière garder le contrôle sur la procédure lancée par Philippe le Bel en l'empêchant de clore trop prématurément le procès. Si le pape s'était abstenu de faire une telle démarche, cautionnant du même coup par son silence l'action entamée par le roi de France contre l'ordre le 13 octobre de la même année (1307), on aurait probablement abouti à un arrangement entre Carpentras et Paris, en faveur du roi.
Bien au contraire, la bulle Pastoralis præeminentiæ garantissait que le procès serait public, et mené conjointement par les légats du pape et les légistes royaux.